# Multi-user dungeon

Exemplo de um jogo MUD em texto.

No entretenimento e jogos eletrônicos, o MUD (sigla do inglês multi-user dungeon, dimension, ou domain) é um sugênero de RPG eletrônico multijogador, que normalmente é executado em um sistema online BBS ou em um servidor na Internet.